# مباح
المُباح أو الحَلال هو مُصطلح ديني يُستعمل في الفقه الإسلامي للدلالةِ على العَمل الذي لا يُثاب فاعلهُ ولا يُؤثم تاركه، وهو أحد الأحكام الخمسة على الأشياءِ والأفعال وهي الفرضية والاستحباب والإباحة (أو الحِلّ) والكراهة والتحريم. وتطلق أيضاً على الطعام المباح.
يَتم استعمال مُصطلح «المُباح» للإشارةِ إلى ما لايترتب عَليه ثوابٌ ولا عقاب، وهو في اللغة ما يُقصد به المُعلن والمَأذون فيه أو كل ما لم تأمر به الشَريعة الدِينية ولم تنه عَنه، والأصل في كلّ الأشياء الحلّ (الإباحة).

وقد تأتي الشريعة الدينية على ذكر إباحة بعض المُباحات مثل قوله تعالى في القرآن الكريم: 

## في الطعام
العديد من تشكيلات الأطعمة تضم الحلال منها والذي مثل: كبد الإوز، سبرينج رولز، صدور الدجاج، الرافيولي، اللازانيا، البيتزا، وطعام الأطفال. الوجبات الحلال هي أسواق استهلاكية متنامية للمسلمين في بريطانيا وأمريكا وتُعرض عن طريق عدد متزايد من تجار البيع بالتجزئة. الطبخ النباتي يعد حلال إذا كان لا يحتوي على كحول.
أكثر مثال شائع للطعام الحرام هو لحم الخنزير. حيث لحم الخنزير هو اللحم الوحيد الذي حُرم أكله على المسلمين (القران:(النحل:115)). كما أن هناك أطعمة أخرى لا تعتبر بالشكل الكامل حرامًا، المعايير التي تسير عليها المنتجات الذي لا تحتوي على لحم الخنزير تضم: مصدرها، سبب موت الحيوان، كيف أُعِدّ. وأيضًا تعتمد على المذهب الإسلامي.
يجب على المسلمين أن يتأكدوا من أن كل الأطعمة (خاصةً الجاهزة)، بالإضافة إلى المنتجات غير الغذائية مثل مستحضرات التجميل والأدوية حلال. غالبًأ، تلك المنتجات تضم المنتجات الحيوانية أو مكونات لا يُسمح للمسلمين أن يأكلوها أو يستخدموها على أجسادهم. الأطعمة التي لا يعد حلال للمسلمين استهلاكها التي تحتوي على دم أو مسكرات مثل المشروبات الكحولية. يُسمح بحالة واحدة فقط للمسلم أن يتناول أكل غير حلال إذا لم يكن متوافر أكل حلال حيث بتلك الحالة معرض له بالجوع حد الموت.

## كائنات معدلة وراثيًا
خلال مؤتمر «التكنولوجيا الحيوية الزراعية – الامتثال للشريعة» الذي عُقِد في ماليزيا خلال ديسمبر 2010 بواسطة (مركز معلومات التكنولوجيا الحيوية بماليزيا) بالاشتراك مع (التحالف الدولي لسلامة المنتجات الحلال) قرروا اعتبار المحاصيل والمنتجات المعدلة وراثيًا حلال حيث يشترط في المنتجات الحلال ان تكون كل المكونات تم تطويرها من مصادر حلال. والحالات التي يعد فيها المنتج حرام هي فقط عندما تكون مكوناته مستمدة من أصل حرام وصفاته الأصلية لا يمكن تغييرها.
وقد جاء في مقال من عام 2000: «إذا تم جلب منتج إلى سوق بمورث من مصدر حرام [مثل الحمض النووي للخنازير في منتج صويا] ، فإنه سيعد اليوم على الأقل مشبوه - مشكوك فيه - إن لم يكن حرامًا صريحًا.» جميع الأطعمة المشتقة بالتكنولوجيا الحيوية في السوق اليوم من مصادر معتمدة.